# Wilhelmshöhe (Vohenstrauß)
Wilhelmshöhe ist ein Ortsteil von Vohenstrauß im Landkreis Neustadt an der Waldnaab in der Oberpfalz.

## Geographische Lage
Die Einöde liegt ungefähr 3,5 Kilometer südöstlich von Vohenstrauß. Rund 500 Meter nördlich von Wilhelmshöhe verläuft die Bundesautobahn 6.
Rund 300 Meter westlich von Wilhelmshöhe befindet sich der Michlbach.

## Geschichte
1913 gehörte Wilhelmshöhe zu Braunetsrieth und zur Pfarrei Vohenstrauß.
1964 war Wilhelmshöhe Stadtteil von Vohenstrauß.
1990 lebten in Wilhelmshöhe sechs Katholiken. Wilhelmshöhe gehörte zur Pfarrei Vohenstrauß, wo zu dieser Zeit 5107 Katholiken und 1076 Nichtkatholiken lebten.
Bei der Volkszählung 2011 wurden in Wilhelmshöhe fünf Einwohner gezählt.